# Organodesma
Organodesma is een geslacht van vlinders van de familie echte motten (Tineidae), uit de onderfamilie Siloscinae.

## Soorten
- O. arsiptila (Meyrick, 1931)
- O. aurocrata Gozmány, 1976
- O. erinacea (Walker, 1863)
- O. heptazona (Meyrick, 1931)
- O. leucomicra (Gozmány, 1966)
- O. merui Gozmány, 1969
- O. onomasta Gozmány & Vári, 1975
- O. optata Gozmány, 1967
- O. ornata Gozmány, 1966
- O. petaloxantha (Meyrick, 1931)
- O. psapharogma (Meyrick, 1936)
- O. simplex Gozmány, 1967